# Разсадник-Коньовица
Разсадник-Коньовица („Разсадника“ до 2009 г.) е жилищен комплекс в западната част на София, принадлежащ към район „Красна поляна“ – район на Столичната община, на 10 – 15 минути с градския транспорт от центъра на града. Кварталът е добре устроен с достатъчно зелени площи и добри комуникации. На север граничи с бул. „Ал. Стамболийски“ и ж.к. „Илинден“, на изток – с бул. „Константин Величков“ (ж.к. „Зона Б-19“), на юг – с ж.к. „Сердика“ и бул. „Възкресение“ (вилната зона към ж.к. „Красна поляна“ 3), а на запад – с бул. „Вардар“ (ж.к. „Красна поляна“ 1).
В комплекса преобладава панелното строителство. Има няколко категории сгради – стари панелни блокове от серия Бс-2-63 (обединена), тухлени сгради, по-нови панелни сгради от серия Бс-69-Сф-УД, блокове тип ЕПК, както и модерни кооперации от тухла, построени през последните десетина години. Разсадника е един от най-зелените квартали в столицата. В югоизточната му част се намира паркът „Св. св. Петър и Павел“ и църква със същото име.
В ж.к. „Разсадник-Коньовица“ се намира Първа АГ „Св. София“ (Специализирана болница за активно лечение, бившата „Тина Киркова“), и 57-о СУ. Обграждащите комплекса булеварди са в добро състояние. Подменена е пътната настилка и някои подземни комуникации на ВиК и топлофикацията.
Жителите на комплекса могат да ползват трамваи № 8, 10, 11 и 22, и автобуси № 11, 45, 56, 60, 72, 77 и 83. В близост са и метростанции „Константин Величков“ и „Вардар“. Част от миналото е емблематичната трамвайна линия 4 (през 70-те, 80-те и 90-те години свързваща кварталите „Овча купел“ и „Гео Милев“), трамвай 21 (през 80-те, правещ връзка с ж.к. „Люлин“ 5), трамваи 15 и 19 (след 2000 г., правещи връзки с кварталите „Павлово“ и „Княжево“), автобус 82 (през 80-те години с обръщало печатница „Г. Димитров“, сега „Булстрад“ – сп. „Хъшове“), както и автобуси 283 (през 80-те) и 383 (през 90-те), представляващи експресен вариант на линия 83. Покрай ж.к. „Разсадника“ на бул. „Вардар“ до края на 80-те преминаваха и товарните влакове от гара Захарна фабрика до ТЕЦ „Земляне“. След тежката железопътна катастрофа на жп прелез „Красна поляна“ през 1986 г. влаковете са спрени, а релсите до днес са неизползваеми и частично демонтирани.
„Разсадника“ съвпада приблизително с пределите на квартал „Коньовица“, като от 2009 г. е преименуван на ж.к. „Разсадник-Коньовица“.

## Улици и произход на имената им
| Път                       | Наречен на                                          | Местоположение |
| ------------------------- | --------------------------------------------------- | -------------- |
| „385-а“                   | –                                                   | Карта          |
| „386-а“                   | –                                                   | Карта          |
| „Алеко Туранджа“          | Александър Турунджев (1872 – 1905), революционер    | Карта          |
| „Александър Стамболийски“ | Александър Стамболийски (1879 – 1923), политик      | Карта          |
| „Атанас Кирчев“           | Атанас Кирчев (1879 – 1912), актьор                 | Карта          |
| „Атон“                    | Света гора, полуостров в Гърция                     | Карта          |
| „Вардар“                  | Вардар, река в Северна Македония и Гърция           | Карта          |
| „Възкресение“             | Възкресение, религиозна концепция                   | Карта          |
| „Д-р Калинков“            | Георги Калинков (1860 – 1926), политик              | Карта          |
| „Даскал Коле“             | Никола Ролев (? – 1903), революционер               | Карта          |
| „Индже войвода“           | Индже войвода (1755 – 1821), хайдутин               | Карта          |
| „Кирилица“                | Кирилица, писменост                                 | Карта          |
| „Константин Величков“     | Константин Величков (1855 – 1907), политик          | Карта          |
| „Коньовица“               | „Коньовица“, исторически квартал на София           | Карта          |
| „Леся Украинка“           | Леся Украинка (1871 – 1913), украинска писателка    | Карта          |
| „Манолаки Ташев“          | Манолаки Ташев (1835 – 1878), политик               | Карта          |
| „Методи Патчев“           | Методи Патчев (1875 – 1902), революционер           | Карта          |
| „Младежка искра“          | „Младежка искра“, комунистически вестник            | Карта          |
| „Надежда“                 | Надежда (1899 – 1958), княгиня                      | Карта          |
| „Обеля“                   | Обеля, историческо село в Софийско                  | Карта          |
| „Освобождение“            | Освобождение на България, историческо събитие       | Карта          |
| „Позитано“                | Вито Позитано (1833 – 1886), италиански дипломат    | Карта          |
| „Пчиня“                   | Пчиня, река в Сърбия и Северна Македония            | Карта          |
| „Райна Княгиня“           | Райна Княгиня (1856 – 1917), революционерка         | Карта          |
| „Рибен буквар“            | „Рибен буквар“, книга на Петър Берон от 1824 година | Карта          |
| „Самодивско изворче“      | ?                                                   | Карта          |
| „Св. Тома“                | Тома (? – 72), християнски светец                   | Карта          |
| „Татарли“                 | Татарли, село в Гевгелийско, Северна Македония      | Карта          |
| „Ташкови ливади“          | Местен обект                                        | Карта          |
| „Тома Никлев“             | Тома Никлев (1860 – 1909), революционер             | Карта          |
| „Три уши“                 | Три уши, рид в Стара планина                        | Карта          |
| „Троян“                   | Троян, град в Северна България                      | Карта          |
| „Трънски майстор“         | ?                                                   | Карта          |
| „Уста Генчо“              | Генчо Кънев (1829 – 1890), строител                 | Карта          |
| „Христо Благоев“          | Христо Благоев, политик                             | Карта          |
| „Хъшове“                  | Хъшове, социална група                              | Карта          |
| „Шемница“                 | Шемница, село в Кукушко, Гърция                     | Карта          |